# Línea 140 (Tucumán)
La Línea 140 es una línea de colectivos interurbana operada por T.A. Colombres S.R.L. Esta conecta las localidades de San Miguel de Tucumán y Colombres del Gran San Miguel de Tucumán.

## Recorrido

### Ramal Centro- Colombres[1][2]
Av. Brígido Terán, Av. Benjamín Aráoz, Av. San Martín, Sargento Cabral, Av. Monseñor Díaz, Ruta provincial 302, 12 de octubre, Belgrano, Bernabé Aráoz, Belgrano, Ruta 302, Av. Monseñor Díaz, Av. San Martín, Av. Benjamín Aráoz, Av. Soldati, Av. Avellaneda, Marcos Paz, Catamarca, José Colombres, Alberdi, General Paz, Av. Sáenz Peña, Benjamín Aráoz.

## Lugares de Interés
- Plaza Alberdi
- Plaza Yrigoyen
- Hospital Centro de Salud
- Terminal de Ómnibus de San Miguel de Tucumán